# Keriman Halis Ece
 (janvier 2023).
Keriman Halis Ece (Keriman Hanım avant la loi turque sur les noms de famille de 1934, née le 16 février 1913 à Constantinople, morte le 28 janvier 2012 à Istanbul) est une mannequin et pianiste turque. Elle reçoit le titre de Miss Univers 1932 à Spa en Belgique et devient la première Miss Univers turque.

## Biographie

### Jeunesse et Famille
Elle naît en 1913 à Constantinople, dans l'Empire ottoman (actuellement Turquie). Elle est l'un des six enfants d'un marchand, Tevfik Halis Bey. Son oncle, Muhlis Sabahattin Ezgi, est un compositeur de renom d'opérettes, et sa tante, Neveser Kökdeş, une célèbre musicienne et compositrice. Son frère, Turgan Ece, est l'un des anciens présidents du club turc de football Galatasaray.

### Carrière de Miss

#### Miss Turquie
Keriman participe en 1932 au concours de beauté Miss Turquie, créé en 1929 et sponsorisé par le journal Cumhuriyet. Le 2 juillet 1932, elle est élue, parmi les huit candidates, plus belle femme turque du concours,. 

#### Miss Univers
En tant que Miss Turquie, elle participe au concours international de beauté (futur Miss Univers) qui se tenait à Spa en Belgique. Le 31 juillet 1932, parmi les 27 candidates, elle le remporte, apportant ainsi à la toute jeune République turque son premier titre international de beauté.
À la suite de l'introduction de la loi du nom de famille le 21 juin 1934, Mustafa Kemal Atatürk donne à sa famille le nom de famille "Ece", qui signifie "reine" en turc,.

### Mort
Elle meurt le 28 janvier 2012, à 98 ans,.